# Oskar Tandler
Oskar Tandler (ur. 12 stycznia 1891, zm. 26 listopada 1948 w Landsberg am Lech) – zbrodniarz hitlerowski, SS-Scharführer, członek załogi obozu koncentracyjnego Mauthausen-Gusen. Od lipca 1942 do maja 1944 roku był kierownikiem bloku (Blockführerem) dla więźniów sowieckich (blok nr 24) w obozie głównym.
Skazany w procesie załogi Mauthausen-Gusen (US vs. Erich Schuettauf i inni) na karę śmierci przez powieszenie przez amerykański Trybunał Wojskowy w Dachau. Stracony w więzieniu Landsberg w listopadzie 1948.